# Øystein Rian
Øystein Rian, född den 23 februari 1945 i Lillehammer, är en norsk historiker. Han är yngre bror till den tidigare Høyre-politikern och borgmästaren i Tromsø Erlend Rian.
Rian är professor vid Universitetet i Oslo. Hans specialområde är den danska tiden från 1536 till 1814 med tonvikt på politisk, social och regional historia. 
Rian har utgivit flera böcker och andra publikationer och är föredragshållare i NRK:s populärvetenskapliga radioserie P2-akademiet. Han var redaktör av Historisk Tidsskrift fram till 2009. 
Rian är medlem i Det norske vitenskapsakademi.  Han tilldelades Sverre Steen-priset 1997.